# فيل وايت
فيل وايت (بالإنجليزية: Phil White)‏ هو سياسي أسترالي، ولد في 26 ديسمبر 1938، وتوفي في 6 ديسمبر 2000. انتخب عضو الجمعية التشريعية نيو ساوث ويلز.